# Sashko Lafchiski

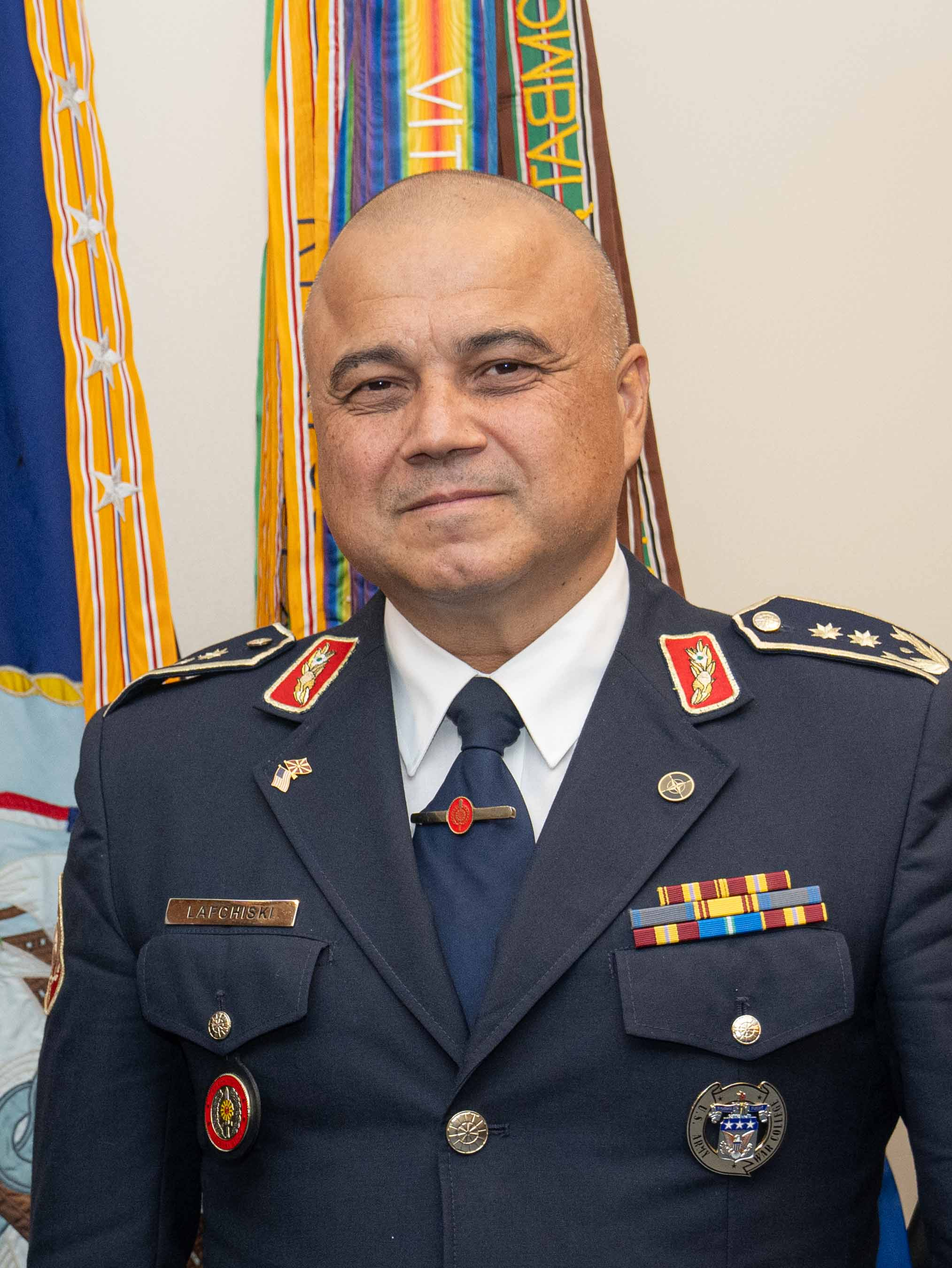
Sashko Lafchiski, 2024

Sashko Lafchiski (* 11. Februar 1977) ist ein nordmazedonischer Offizier im Range eines Generalmajors. Seit dem 18. August 2024 ist er der Befehlshaber der Streitkräfte seines Heimatlandes.

## Leben
Der heutige General wurde 1977 in Štip im Osten der damaligen Sozialistischen Republik Mazedonien, einer Teilrepublik der Sozialistischen Föderativen Republik Jugoslawien, geboren.

### Militärische Laufbahn
Beförderungen
- Leutnant (1999)
- Oberleutnant (2000)
- Hauptmann (2001)
- Major (2007)
- Oberstleutnant (2011)
- Oberst (2018)
- Brigadegeneral (2022)
- Generalmajor (2024)

Sashko Lafchiski besuchte ab 1995 die Militärakademie der Republik Mazedonien und verließ sie 1999 als Leutnant. Die nächsten Jahre verbrachte bei der den Spezialkräften der Streitkräfte von Nordmazedonien und absolvierte zwischen 2003 und 2004 eine Auslandsmission im Rahmen der Mission Iraqi Freedom. Von 2008 bis 2012 war er Vertreter seines Heimatlandes beim NATO-Kommando in Neapel.
Im Juni 2021 übernahm er den Befehl über die Infanteriebrigade der Streitkräfte Nordmazedoniens. Auf diesem Posten wurde er 2022 zum Brigadegeneral befördert. Am 18. August 2024 übernahm er den militärischen Oberbefehl über die Streitkräfte.

### Privates
Der General ist verheiratet und hat ein Kind. Neben seiner Muttersprache und Englisch, kann er sich auch auf Italienisch verständigen. Er interessiert sich für Sport, Jagen und Fischen.